# Coriarachne nigrostriata
Coriarachne nigrostriata är en spindelart som beskrevs av Simon 1886. Coriarachne nigrostriata ingår i släktet Coriarachne och familjen krabbspindlar.
Artens utbredningsområde är Vietnam. Inga underarter finns listade i Catalogue of Life.